# René Guénon
René Guénon, pe numele complet René Jean-Marie-Joseph Guénon, (n. 15 noiembrie 1886, Blois, Centre-Val de Loire, Franța – d. 7 ianuarie 1951, Cairo, Regatul Egiptului⁠(d)) a fost un filosof, metafizician și un gânditor francez ce a adus contribuții importante în studiul mentalității tradiționale, metafizicii, ezoterismului, simbolismului și ritualurilor de inițiere. După ce a frecventat o bună perioadă școlile ocultiste din Franța, a decis în cele din urmă să se convertească la islam și să se mute definitiv în Egipt, luându-și numele de Abdul Wahid Yahya.

## Biografie
René Guénon s-a născut la 15 noiembrie 1886, în Blois, pe malul stâng al Loirei. În 1904, a venit la Paris, înscriindu-se la Colegiul Rollin, ca student la matematică. Cu toate acestea, tânărul renunță la facultate după aproape doi ani din cauza firii sale bolnăvicioase, dar și datorită faptului că era mult mai interesat de practicile și tradițiile religioase, dar și de ezoterism. În 1908, Guénon era deja implicat în frecventarea unora dintre școlile ezoterice importante ale epocii. Prima școală în care s-a inițiat a fost Ordinul Martinist al lui Papus (Gérard Encausse), o mișcare ezoterică de inspirație hermetică și creștină. Cu toate acestea, Guénon părăsi ordinul din cauza unor neînțelegeri doctrinare, considerând că în cadrul său nu poate obține o cunoaștere autentică. În replică, Guénon fonda Ordinul Renovat al Templului pe care îl desființează la scurt timp.
În 1909, Rene Guénon a ajuns membru al Bisericii Gnostice a Franței fondată de către Léonce Fabre des Essarts (1848-1917), luându-și numele de frate Palingenius. În cele din urmă, părăsi și acest ordin, concentrându-se pe studiul tradițiilor orientale. În scurt timp, Guénon ajunse inițiat în hinduism și în daoism. În anul 1912 l-a cunoscut pe Ivan Agueli (1869-1917), suedez convertit la islam, absolvent al prestigioasei Universități Al-Azhar din Cairo și adept al lui Shaykh Abder-Rahman Elîsh El-Kebîr (1840-1921) din confreria sufi Shadhiliyyah. Agueli fondase la Paris societatea Al-Akbariyyah, ce avea drept scop studiul și promovarea operei lui Ibn Arabi. Guénon, interesat de tradiția islamică, intră în această societate și decise să se convertească la islam, inițiind o corespondență cu Shaykh Al-Kabir. După inițierea în islam, Guénon și-a luat numele Abdul Wahid Yahya. 
Din cauza unor probleme de sănătate, Guénon fu scutit de serviciul militar și nu avea să participe la Primul Război Mondial. În schimb, se folosi de această perioadă pentru a studia filosofia la Sorbona. În anul 1917, după finalizarea studiilor, plecă un an la Sétif în Algeria și predă filosofie la un colegiu francez de acolo. Ulterior, se dedică studiilor personale, publicând prima sa carte în anul 1921- Introducere generală în studiul doctrinelor hinduse. După anul 1925 începu să publice articole despre spiritualitatea orientală în revista Le Voile d'Isis, devenită din 1935, datorită influenței lui Guénon, Études Traditionnelles.
În toată activitatea și în scrierile sale de după anul 1920, Guénon militează pentru restaurarea tradițiilor spirituale în Occident. El considera că toate acestea își au originea într-o înțelepciune sacră primordială din care au derivat toate tradițiile sacre ale lumii. Restaurarea spiritualității și a tradiției în Occident devine o prioritate pentru el. Este un critic acerb al modernismului antitradițional, al ocultismului, al spiritismului și al filosofiilor și mișcărilor pseudo-reglioase ce îi îndepărtează pe europeni de tradițiile autentice. Pe de altă parte, este tot mai convins că activitatea sa în Occident nu va reuși să convertească mentalitatea acestuia spre Tradiție și Sacru; de aceea, la 5 martie 1930, după moartea soției, părăsi definitiv Franța, stabilindu-se pentru tot restul vieții la Cairo, în Egipt. Din acest moment adoptă toate riturile și cutumele musulmane, fără a-și abandona funcția universală. În 1934 se căsători cu Fatima, fiica cea mare a șeicului Mohammad Ibrahim pe care îl cunoscuse în moscheea pe care o frecventau împreună. Avură patru copii, două fete și doi băieți, ultimul născut după moartea lui Guénon. Deși stabilit în Egipt, Guénon continua să exercite o influență asupra Occidentului. Articolele lunare ce apăreau în revista pariziană "Etudes Traditionnelles", corespondența de o vastitate uluitoare și cărțile scrise în perioada celui de-al Doilea Război Mondial completează opera sa. La biroul său din camera de lucru din Cairo, Guénon citea răbdător toate cărțile trimise spre recenzare, toate scrisorile primite de la diverși corespondenți, oricât de inepte ar fi fost aceste cărți și scrisori. Și cu răbdare de maestru spiritual, răspundea tuturor.
Deși declara răspicat că nu acceptă discipoli, Rene Guénon a influențat pe mulți prin opera sa, punând bazele Școlii Tradiționaliste. Cel mai valoros colaborator, cel care și-a schimbat întreaga viață și operă datorită lui Guénon, a fost Ananda Coomaraswamy. Scrierile acestuia sunt, după  ale lui Guénon, cele mai puternice și mai sincere din domeniul tradițional, cele care pot fi luate ca referință fără nici o ezitare. Un alt mare colaborator ce s-a ocupat de publicarea operei sale postume a fost Jean Reyor. Dar cea mai mare speranță (din punct de vedere inițiatic) Guénon și-a pus-o în Frithjof Schuon, care, trecut la islam, a instituit o "cale inițiatică" pentru Europa. Acestei căi i s-au atașat românii Mihai Vâlsan și Vasile Lovinescu. Dintre alți "învățăcei" mai cunoscuți, se pot menționa Titus Burckhardt și Martin Lings. Mihai Vâlsan, convertit la islam, a devenit, după moartea lui Guénon, redactorul șef al revistei "Études Traditionnelles, și a început publicarea operei postume a acestuia.
Pe lângă Mihail Vâlsan și Vasile Lovinescu, Guénon a întreținut o vastă corespondență și cu un al treilea gânditor român, Marc-Mihail Avramescu. De asemenea, scrierile lui Guénon au avut o mare influență și asupra altora, între care teologul Andrei Scrima.
După o suferință fizică intensă, René Guénon a decedat la 7 ianuarie 1951 la Cairo, în Egipt. Corpul său a fost adăpostit în mausoleul familiei soției.

### Opere publicate antum
- Introducere generală în studiul doctrinelor hinduse (1921)
- Teozofismul: istoria unei pseudo-religii (1921)
- Eroarea Spiritistă (1923)
- Orient și Occident (1924)
- Omul și devenirea sa potrivit Vedantei (1925)
- Esoterismul lui Dante (1925)
- Regele lumii (1927)
- Criza lumii moderne (1927)
- Autoritate spirituală și putere temporală (1929)
- Simbolismul crucii (1931)
- Stările multiple ale ființei (1932)
- Metafizica orientală (1939)
- Domnia cantității și semnele timpului (1945)
- Marea Triadă (1946)
- Tratat despre inițiere (1946)
- Principiiile calcului infinitezimal (1946)

### Volume publicate postum
- Inițiere și realizare spirituală (1952)
- Tratat asupra ezoterismului creștin (1954)
- Simboluri fundamentale ale științei sacre (1962)
- Forme tradiționale și cicluri cosmice (1970)
- Studii despre hinduism (1970)
- Studii despre francmasonerie și companionaj (1970)
- Puncte de vedere despre ezoterismul islamic și taoist (1973)

## Traduceri în limba română
- René Guénon, Autoritate spirituală și putere temporală, Traducere din limba franceză: Daniel Hoblea, Editura Herald, Colecția Philosophia Perennis, București, 2010, 144 p., ISBN: 978-973-111-152-0
- René Guénon, Omul și devenirea sa după Vedānta, Traducere din limba franceză: Teodoru Ghiondea, Editura Herald, Colecția Philosophia Perennis, București, 2012, 208 p., ISBN: 978-973-111-268-8
- René Guénon, Simbolismul crucii, Traducere din limba franceză: Daniel Hoblea, Editura Herald, Colecția Philosophia Perennis, București, 2012, 208 p., ISBN: 978-973-111-270-1
- René Guénon, Ezoterismul creștin, Traducere din limba franceză: Daniel Hoblea, Editura Herald, Colecția Philosophia Perennis, București, 2012, 176 p., ISBN: 978-973-111-350-0
- René Guénon, Stările multiple ale ființei, Traducere din limba franceză: Daniel Hoblea, Editura Herald, Colecția Philosophia Perennis, București, 2012, 160 p., ISBN: 978-973-111-287-9